# Two Steps Behind
Two Steps Behind – ballada rockowa brytyjskiego zespołu Def Leppard. Jest to pierwszy singel z albumu zatytułowanego Retro Active.

## Notowania
W 1993 roku utwór zajął 26 miejsce na liście irlandziej i 100. pozycję na Billboard Hot 100 na liście najlepszych utworów roku.